# Братская могила мирных жителей (Деконское кладбище)
Братская могила мирных жителей на Деконском кладбище — памятник Великой Отечественной войны в Саксаганском районе города Кривой Рог Днепропетровской области.

## История
Во время оккупации Кривого Рога немецкими войсками прошла облава в посёлке Кушнирбуд по обвинению местных жителей в убийстве трёх немецких солдат.
30 декабря 1943 года у северной стены конного двора, где находился лагерь для военнопленных, было расстреляно 30 человек: 25 мужчин, 3 женщины и 2 мальчика 13—14 лет. Тело 14-летнего Димы Бабича было тайно похищено его родителями и похоронено на кладбище.
3 марта 1944 года, после освобождения рудника имени Карла Либкнехта, было эксгумировано 26 тел, 25 из которых было опознано родными. Погибшие похоронены родственниками в братской могиле на Кировском кладбище.
30 декабря 1943 года составлен акт о злодеяниях — расстреле 30 заложников на руднике имени Карла Либкнехта, 16 апреля 1944 года был опубликован в средствах массовой информации.
В 1978 году на средства родственников погибших был установлен памятник с именами 25 погибших.
19 ноября 1990 года, решением № 424 Днепропетровского облисполкома, памятник взят на государственный учёт под охранным номером 6326.

## Характеристика
Расположена на Деконском кладбище в Саксаганском районе города Кривой Рог.
Братская могила с железобетонным обелиском на постаменте и плитой с именами погибших у подножия обелиска. Обелиск над братской могилой прямоугольный двускатный размерами 1,2×0,57×0,3 м. На лицевой стороне 5-строчная надпись на русском языке: «Тут похоронены / расстреляны / фашистами / советские граждане / 30 декабря 1943 года». Постамент под плитой двухъярусный, размерами по низу 1×0,75×0,15 м. Общая высота обелиска 2,15 м. На земле у подножия обелиска лежит бетонная трапециевидная памятная плита размерами 0,65×0,48 м, длиной 1,5 м толщиной 0,1 м. На мраморной плите в две колонки отчеканены фамилии и первые буквы имён 24-х похороненных, 25-й вписан внизу посредине.
Могила Фуголя Константина Ивановича находится в 1,15 м от братской могилы. Надпись на обелиске «Фуголь Константин Иванович 1918—1959. Дорогому сыну от скорбящих родителей». Может быть, это родственник похороненных в братской могиле И. Фуголя (№ 16) и Г. Фуголя (№ 17).
Могилы ограждены металлическим забором высотой 1,3 м, размерами 4,65×3,5 м.